# Maria Elena Schonbek
Maria Elena Schonbek é uma matemática argentino-estadunidense, professora da Universidade da Califórnia em Santa Cruz, que tem como foco de interesse a dinâmica dos fluidos e equações diferenciais parciais associadas, como as equações de Navier-Stokes.

## Formação e carreira
Schonbek obteve o bacharelado pela Universidade de Buenos Aires. Obteve um Ph.D. na Universidade de Michigan em 1976, com a tese Boundary Value Problems for the Fitzhugh–Nagumo Equations, orientada por Jeffrey Rauch.
Schonbek ingressou na faculdade da Universidade da Califórnia em Santa Cruz em 1986, onde foi professora de matemática, e onde aposentou-se.

## Reconhecimento
Em 2012 foi membro da classe inaugural de fellows da American Mathematical Society.